# Streptocephalus indistinctus
Streptocephalus indistinctus är en kräftdjursart som beskrevs av Barnard 1924. Streptocephalus indistinctus ingår i släktet Streptocephalus och familjen Streptocephalidae. Inga underarter finns listade i Catalogue of Life.